# Kirspenich
Kirspenich ist ein Stadtteil von Bad Münstereifel im Kreis Euskirchen in Nordrhein-Westfalen.

## Lage
Der Ort liegt nördlich der Kernstadt von Bad Münstereifel. Die Landesstraße 11 verläuft durch das Dorf. Am westlichen Ortsrand führt die Bundesstraße 51 vorbei. Im Ort mündet der Holzbach in die Erft.
Die Bebauungen von Kirspenich und die des südlich gelegenen Arloff gehen nahtlos ineinander über.

## Name
Erstmals schriftlich genannt wird der Ort 893 im Güterverzeichnis der Abtei Prüm. Dann Krispenich um 1086; Kerspenich in 1166; Crispinihc in 1222.
Vom gallo-römischen (kelto-römischen) *Crispiniacum „zu Crispinius gehörig“, d. h. lateinischer Männername Crispinius und keltische Endung -acon > -acum. Homonym von den Crépigny Nordfrankreichs und Crépignac (okzitanisch Crepinhac) Südfrankreichs.

## Geschichte
Erstmals schriftlich genannt wird der Ort 893 im Güterverzeichnis der Abtei Prüm.
Kirspenich gehörte zur eigenständigen Gemeinde Arloff, bis diese am 1. Juli 1969 nach Bad Münstereifel eingemeindet wurde.

## Burg
Im Ort steht eine völlig renovierte Wasserburg aus dem 13./14. Jahrhundert. Sie wird erstmals 1301 genannt. Der 28,5 m hohe quadratische, auf einer Insel stehende massive Wohnturm und die Ringmauer, stehen bei einem Hauptgebäude aus dem 17. und 18. Jahrhundert. Dieses hat eines der ersten Mansarddächer im Rheinland. Die teilweise wehrhaften Nebengebäude am Wassergraben stammen vermutlich aus dem 14. oder 15. Jahrhundert. Die Burg befindet sich im Privatbesitz und ist in die Wasserburgen-Route einbezogen.

## Verkehr
Die Erfttalbahn fährt am Ort vorbei. Der Haltepunkt Arloff befindet sich im Nachbarstadtteil Arloff.
Die VRS-Buslinie 801 der RVK verbindet den Ort mit Bad Münstereifel und Euskirchen.
| Linie | Verlauf |
| ----- | --- |
| 801   | Euskirchen Bf – Billig – Rheder – Kreuzweingarten – Kirspenich – Arloff Bf – Kalkar – Iversheim Bf – Bad Münstereifel Gewerbegeb./Ärzteh. – Bad Münstereifel Bf |